# Diocesi di Saint Augustine
La diocesi di Saint Augustine (in latino: Dioecesis Sancti Augustini) è una sede della Chiesa cattolica negli Stati Uniti d'America suffraganea dell'arcidiocesi di Miami. Nel 2022 contava 153.041 battezzati su 2.330.405 abitanti. È retta dal vescovo Erik Thomas Pohlmeier.

## Territorio
La diocesi si estende nella parte nord-orientale della Florida, negli Stati Uniti d'America, e comprende 17 contee: Alachua, Baker, Bradford, Clay, Columbia, Dixie, Duval, Flagler, Gilchrist, Hamilton, Lafayette, Levy, Nassau, Putnam, St. Johns, Suwannee Union.
Sede vescovile è la città di St. Augustine, dove si trova la cattedrale di Sant'Agostino (St. Augustine Cathedral). A Jacksonville si erge la basilica minore dell'Immacolata Concezione.
Il territorio si estende su 25.575 km² ed è suddiviso in 54 parrocchie, raggruppate in 5 decanati: Gainesville, Jacksonville Nord, Jacksonville Sud, St. Augustine, St. Johns River.

## Storia

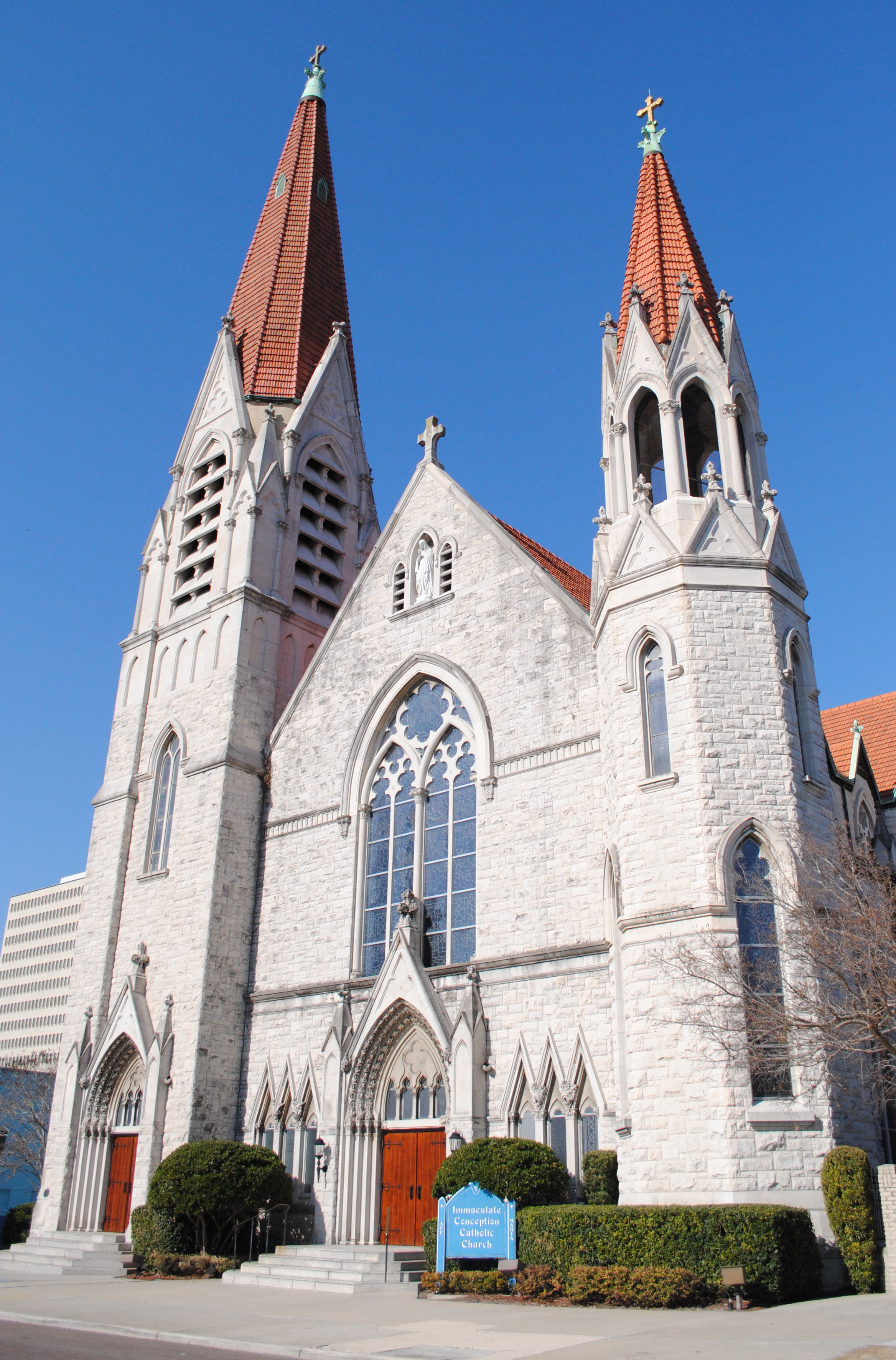
La basilica minore dell'Immacolata Concezione a Jacksonville.

La diocesi di Saint Augustine è la prima circoscrizione ecclesiastica cattolica istituita nella Florida.
Il vicariato apostolico della Florida fu eretto il 9 gennaio 1857 in virtù del breve Supplicatum Nobis di papa Pio IX, ricavandone il territorio dalla diocesi di Savannah.
L'11 marzo 1870 il vicariato apostolico fu elevato a diocesi e assunse il nome attuale con il breve Quae catholico nomini di Pio IX; fu fino al 1958 l'unica diocesi cattolica con sede in Florida.
Il 25 maggio 1958 cedette una porzione del suo territorio a vantaggio dell'erezione della diocesi di Miami (oggi arcidiocesi).
Originariamente suffraganea dell'arcidiocesi di Baltimora, il 10 febbraio 1962 entrò a far parte della provincia ecclesiastica dell'arcidiocesi di Atlanta.
Il 2 marzo 1968 ha ceduto altre porzioni di territorio a vantaggio dell'erezione delle diocesi di Orlando e di Saint Petersburg; contestualmente acquisì 10 contee nell'estrema parte occidentale della Florida dalla diocesi di Mobile-Birmingham (oggi arcidiocesi di Mobile). Lo stesso giorno è entrata a far parte della nuova provincia ecclesiastica dell'arcidiocesi di Miami.
Il 1º ottobre 1975  ha ceduto un'ulteriore porzione di territorio a vantaggio dell'erezione della diocesi di Pensacola-Tallahassee.

## Cronotassi dei vescovi
Si omettono i periodi di sede vacante non superiori ai 2 anni o non storicamente accertati.
- John Marcellus Peter Augustine Verot, P.S.S. † (21 dicembre 1857 - 10 giugno 1876 deceduto)
- John Moore † (16 febbraio 1877 - 30 luglio 1901 deceduto)
- William John Kenny † (25 marzo 1902 - 24 ottobre 1913 deceduto)
- Michael Joseph Curley † (3 aprile 1914 - 10 agosto 1921 nominato arcivescovo di Baltimora)
- Patrick Joseph Barry † (22 febbraio 1922 - 13 agosto 1940 deceduto)
- Joseph Patrick Hurley † (16 agosto 1940 - 30 ottobre 1967 deceduto)
- Paul Francis Tanner † (15 febbraio 1968 - 21 aprile 1979 dimesso)
- John Joseph Snyder † (2 ottobre 1979 - 12 dicembre 2000 ritirato)
- Victor Benito Galeone † (26 giugno 2001 - 27 aprile 2011 ritirato)
- Felipe de Jesús Estévez (27 aprile 2011 - 24 maggio 2022 ritirato)
- Erik Thomas Pohlmeier, dal 24 maggio 2022

## Statistiche
La diocesi nel 2022 su una popolazione di 2.330.405 persone contava 153.041 battezzati, corrispondenti al 6,6% del totale.
| anno | popolazione | popolazione | popolazione | presbiteri | presbiteri | presbiteri | presbiteri                | diaconi | religiosi | religiosi | parrocchie |
| anno | battezzati  | totale      | %           | numero     | secolari   | regolari   | battezzati per presbitero | diaconi | uomini    | donne     | parrocchie |
| ---- | ----------- | ----------- | ----------- | ---------- | ---------- | ---------- | ------------------------- | ------- | --------- | --------- | ---------- |
| 1950 | 72.000      | 2.734.116   | 2,6         | 189        | 111        | 78         | 380                       |         | 73        | 685       | 81         |
| 1966 | 195.057     | 2.902.305   | 6,7         | 262        | 150        | 112        | 744                       |         | 141       | 558       | 104        |
| 1970 | 71.765      | 1.471.180   | 4,9         | 122        | 103        | 19         | 588                       |         | 19        |           | 66         |
| 1976 | 57.557      | 951.000     | 6,1         | 74         | 54         | 20         | 777                       |         | 20        | 177       | 41         |
| 1980 | 65.416      | 1.065.000   | 6,1         | 72         | 53         | 19         | 908                       | 1       | 19        | 117       | 45         |
| 1990 | 93.837      | 1.348.212   | 7,0         | 102        | 83         | 19         | 919                       | 11      | 20        | 123       | 50         |
| 1999 | 131.478     | 1.570.181   | 8,4         | 118        | 91         | 27         | 1.114                     | 26      | 3         | 108       | 50         |
| 2000 | 134.846     | 1.582.666   | 8,5         | 119        | 93         | 26         | 1.133                     | 25      | 30        | 107       | 51         |
| 2001 | 142.886     | 1.598.247   | 8,9         | 126        | 99         | 27         | 1.134                     | 27      | 31        | 111       | 51         |
| 2002 | 143.413     | 1.674.910   | 8,6         | 124        | 99         | 25         | 1.156                     | 28      | 28        | 112       | 51         |
| 2003 | 158.792     | 1.717.530   | 9,2         | 128        | 101        | 27         | 1.240                     | 32      | 30        | 118       | 51         |
| 2004 | 160.479     | 1.749.106   | 9,2         | 129        | 104        | 25         | 1.244                     | 32      | 28        | 115       | 51         |
| 2010 | 171.000     | 1.966.314   | 8,7         | 136        | 120        | 16         | 1.257                     | 62      | 18        | 100       | 51         |
| 2014 | 185.900     | 2.051.250   | 9,1         | 136        | 115        | 21         | 1.366                     | 65      | 23        | 109       | 52         |
| 2017 | 190.000     | 2.137.322   | 8,9         | 168        | 137        | 31         | 1.130                     | 79      | 33        | 111       | 52         |
| 2020 | 201.600     | 2.247.021   | 9,0         | 166        | 136        | 30         | 1.214                     | 82      | 32        | 106       | 52         |
| 2022 | 153.041     | 2.330.405   | 6,6         | 166        | 140        | 26         | 921                       | 60      | 27        | 93        | 54         |